# Monodrama
"Monodrama" (em chinês:  独角戏; em coreano:  모노드라마) é uma canção gravada pelo artista musical chinês Lay (Zhang Yixing). Foi lançada em 27 de maio de 2016 pela S.M. Entertainment através do SM Station.

## Antecedentes e lançamento
Produzida por Lay e Devine Channel, "Monodrama" é descrita como uma canção de R&B com uma guitarra acústica detalhada e melodia de piano suave com letras que expressam as emoções de um homem sentindo a dor de um amor não correspondido. Foi lançada oficialmente em 27 de maio de 2016.

## Vídeo musical
O vídeo musical de "Monodrama" foi lançado oficialmente em 27 de maio de 2016 (KST). O vídeo musical apresenta Lay cantando para a câmera, onde recebeu muitos elogios da equipe por sua atuação, o vídeo também apresenta Kim Jong-hoon e Shim So-young.

## Lista de faixas
| N.º            | Título                            | Letras                | Música                            | Aranjo                            | Duração |  |
| 1.             | "모노드라마 (Monodrama)" (独角戏) | Lay (Zhang Yixing) CC | Lay (Zhang Yixing) Devine-Channel | Lay (Zhang Yixing) Devine-Channel | 04:05   |  |
| 2.             | "모노드라마 (Monodrama)" (Inst.)  |                       | Lay (Zhang Yixing) Devine-Channel | Lay (Zhang Yixing) Devine-Channel | 04:05   |  |
| Duração total: | Duração total:                    | Duração total:        | Duração total:                    | Duração total:                    | 08:10   |  |

## Recepção
Após a liberação, "Monodrama" foi classificada na #1 posição no VCharts, no iTunes da Singapura, Hong Kong, Taiwan, Tailândia, Malásia, Vietnã e Japão. Também classificou a #2 posição nas Filipinas e EUA e na Indonésia, alcançou a posição de número #3. Encabeçou o Billboard's China V Chart por cinco semanas.
O vídeo musical quebrou o registro em gráficos em apenas dois dias, onde ganhou 1,968,909 de visualizações em 48 horas. A canção se classificou na #4 posição no YinYueTai's TOP 100 Songs de 2016 (China) V Chart. "Monodrama" também alcançou a #2 posição no Alibaba Year-End Top 40 Music Chart para 2016. Também se classificou no No.7 em Xiami's Top 100 Most Popular Singles de 2016 na China.

## Gráficos
| Gráfico (2016)                     | Melhores posições |
| ---------------------------------- | ----------------- |
| Chinese Singles (Alibaba)          | 10                |
| Chinese Singles (Billboard)        | 1                 |
| South Korean singles (Gaon)        | 155               |
| US World Digital Songs (Billboard) | 5                 |

## Histórico de lançamento
| Região        | Data               | Formato          | Gravadora                   |
| ------------- | ------------------ | ---------------- | --------------------------- |
| Mundialmente  | 27 de maio de 2016 | Digital download | S.M. Entertainment          |
| Coreia do Sul | 27 de maio de 2016 | Digital download | S.M. Entertainment KT Music |